# Остроклювая овсянка
Остроклювая овсянка (Acanthidops bairdi) — вид птиц, единственный в роде Acanthidops, в настоящее время относимый к семейству танагровых. Видовое латинское название дано в честь американского орнитолога Спенсера Бэрда (1823—1887).
Эндемик гор Коста-Рики и западной части Панамы. Обитают в лесах.

## Описание
Длина 13,5 см, вес 16 г.

## Поведение
Встречаются поодиночке, в парах, семейных группах и группах мелких птиц разных видов, которые вместе кормятся. Питаются птицы насекомыми, пауками, бамбуковыми семенами и травой. Пьют нектар цветов, а также сок ягод.
В гнезде, которое строит самка, обычно бывает четыре яйца.